# أليكسي فيودوروفيتش أورلوف

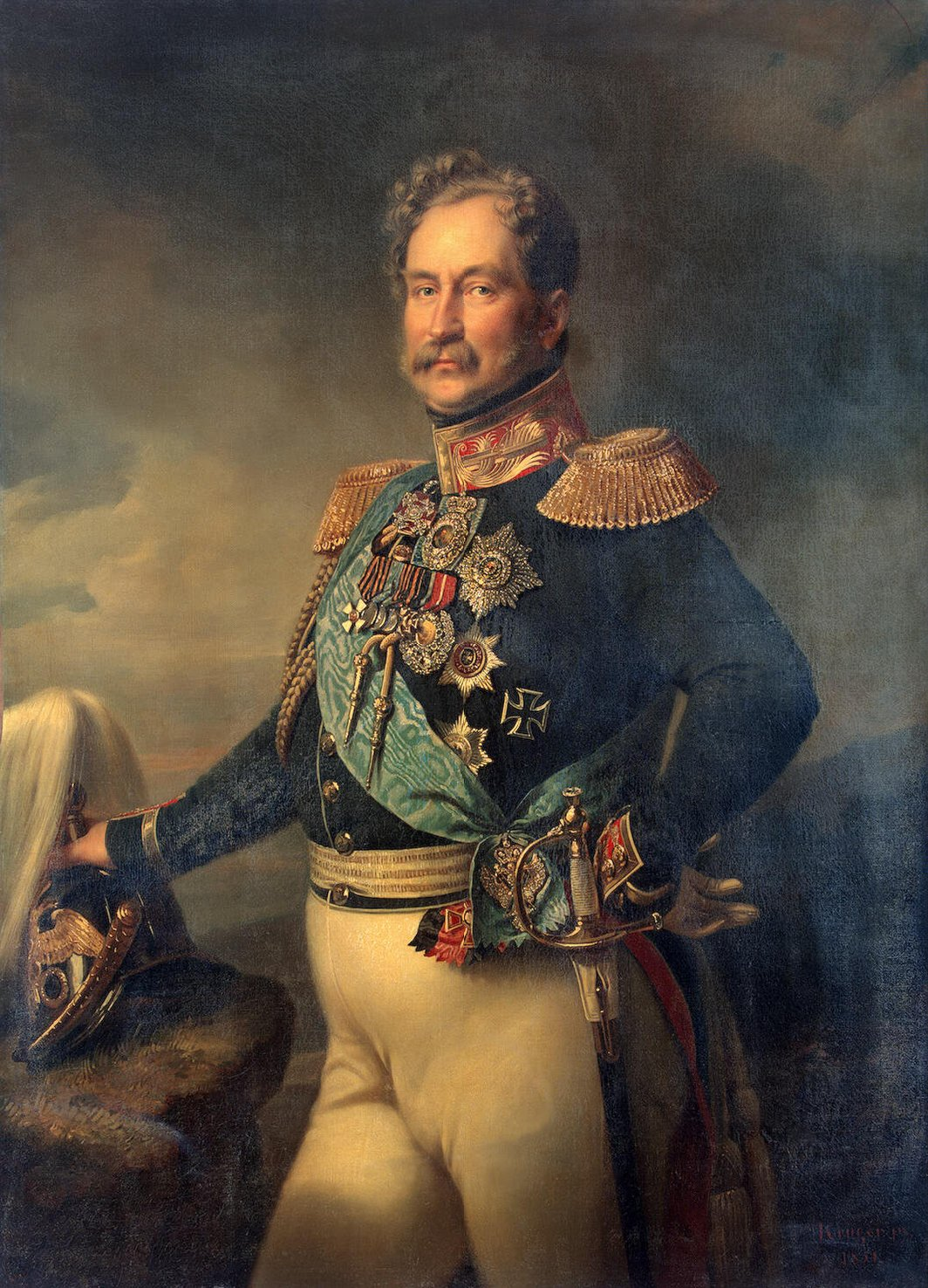
أليكسي فيودوروفيتش أورلوف.

الأمير أليكسي فيودوروفيتش أورلوف (الروسية: Алексе́й Фёдорович Орло́в) هو دبلوماسي روسي، وابن الكونت فيودور غريغوريفيتش أورلوف. وُلِد في موسكو في 30 أكتوبر 1787، وتوفّي في 2 يونيو 1862 في سانت بطرسبرغ. وقد شارك في جميع الحروب النابليونية منذ عام 1805 حتّى معركة باريس عام 1814. ولخدمته في سلاح الفرسان خلال تمرّد عام 1825 حَظي بلقب كونت، وفي الحرب الروسية التركية 1828–1829ارتفع لرتبة فريق.
ومن هذا الوقت بدأت حياة أورلوف الدبلوماسية، حيث كان مفوّضاً روسيّاً خلال معاهدة أدرنة عام 1829، وفي عام 1833 عُيّن سفيراً روسياً في القسطنطينية، وصار في الوقت نفسه في منصب القائد العام لأسطول البحر الأسود. وكان أحد أكثر الرجال يثق بهم الإمبراطور نيكولاي الأول الذي رافقه في جولةٍ خارجيّة عام 1837. ومن عام 1844 إلى 1856، كان مسؤولاً عن القسم الثالث لمستشارية الإمبراطور سيئة السمعة والذي يُعتَبر كجهاز المخابرات حاليّاً.
في عام 1854، أُرسِل إلى فيينا لمحاولة منه كسب النمسا كحليفةٍ لهم خلال حرب القرم لكن دون فائدة. وفي عام 1856 كان واحداً من المفوضين الذين اختتموا مؤتمر باريس. وفي العام نفسه رُفِعَ لمرتبة نياز، وعُيّن رئيساً لمجلس الدولة الإمبراطوري ومجلس الوزراء. وقد توفّي في 2 يونيو 1862 في سانت بطرسبرغ.